# Martine Dupond
Martine Dupond (19 de abril de 1967) es una deportista francesa que compitió en judo. Ganó tres medallas de bronce en el Campeonato Europeo de Judo entre los años 1987 y 1993.

## Palmarés internacional
| Campeonato Europeo | Campeonato Europeo | Campeonato Europeo | Campeonato Europeo |
| Año                | Lugar              | Medalla            | Categoría          |
| ------------------ | ------------------ | ------------------ | ------------------ |
| 1987               | París (Francia)    | Medalla de bronce  | –48 kg             |
| 1988               | Pamplona (España)  | Medalla de bronce  | –48 kg             |
| 1993               | Atenas (Grecia)    | Medalla de bronce  | –48 kg             |